# Schildorn
Schildorn är en ort och kommun i Österrike. Den ligger i distriktet Ried im Innkreis i förbundslandet Oberösterreich, 220 kilometer väster om huvudstaden Wien. 
Kommunen består av 23 orter (Ortschaften) (inom parentes invånarantal 1 januari 2024):

- Aigen (51)
- Au (10)
- Auerding (31)
- Ebersau (130)
- Freidling (31)
- Kronawitten (10)
- Lehen (24)
- Litzlham (59)
- Marö (18)
- Ottenberg (7)
- Otzling (13)
- Parz (16)
- Piereth (18)
- Rampfen (88)
- Rendlberg (12)
- Sankt Kollmann (113)
- Schildorn (464)
- Schmidsberg (25)
- Streit (7)
- Weiketsedt (38)
- Weissenbrunn (9)
- Winkl (39)
- Wolfersberg (11)